# San Juan Tabaá
San Juan Tabaá es una localidad del estado mexicano de Oaxaca. Es cabecera del municipio de San Juan Tabaá.

## Demografía
| Censo | Población |
| ----- | --------- |
| 1900  | 691       |
| 1910  | 686       |
| 1921  | 673       |
| 1930  | 758       |
| 1940  | 858       |
| 1950  | 892       |
| 1960  | 964       |
| 1970  | 1064      |
| 1980  | 1110      |
| 1990  | 1195      |
| 1995  | 1130      |
| 2000  | 1107      |
| 2005  | 1024      |
| 2010  | 1312      |
| 2020  | 1233      |